# Paruzzaro
Paruzzaro – miejscowość i gmina we Włoszech, w regionie Piemont, w prowincji Novara.
Według danych na rok 2004 gminę zamieszkiwało 1587 osób, 317,4 os./km².